# Lorette Charpy
Lorette Eugenie Adrienne Margue Charpy (Annonay, 3 dicembre 2001) è una ginnasta francese, vincitrice della medaglia di bronzo con la squadra ai Mondiali 2023.

## Biografia
Due volte campionessa francese individuale a livello juniores nel 2015 e nel 2016, Lorette Charpy ha vinto anche la medaglia di bronzo alle parallele asimmetriche nel corso degli Europei juniores di Berna 2016, mancando il podio pure alla trave, terminando quarta con 0.008 punti di differenza dalla terza classificata Elena Eremina.
Passata a gareggiare nella categoria senior, ha disputato i Mondiali di Montréal 2017 senza riuscire a guadagnare l'accesso ad alcuna finale. Agli Europei di Glasgow 2018 ha vinto la medaglia d'argento con la squadra francese, insieme alle compagne Juliette Bossu, Marine Boyer, Coline Devillard, e Mélanie de Jesus dos Santos, e ha inoltre ottenuto il sesto posto alle parallele asimmetriche, mentre ha mancato la finale alla trave in quanto giunta dietro alle due connazionali Boyer e de Jesus dos Santos che si sono assicurate i posti massimi disponibili per ciascuna nazione.
Lorette Charpy è giunta ottava nel concorso individuale agli Europei di Stettino 2019. Durante questa stessa edizione dei campionati europei ha vinto la medaglia di bronzo alla trave, mentre non è riuscita ad andare oltre il sesto posto alle parallele asimmetriche. Nel mese di giugno dello stesso anno ha partecipato ai II Giochi europei che si sono svolti a Minsk, in Bielorussia, piazzandosi al secondo posto nel concorso individuale dietro Angelina Mel'nikova e precedendo Diana Varins'ka.